# Altar (Sternbild)
Der Altar (lateinisch Ara) ist ein Sternbild des Südhimmels.

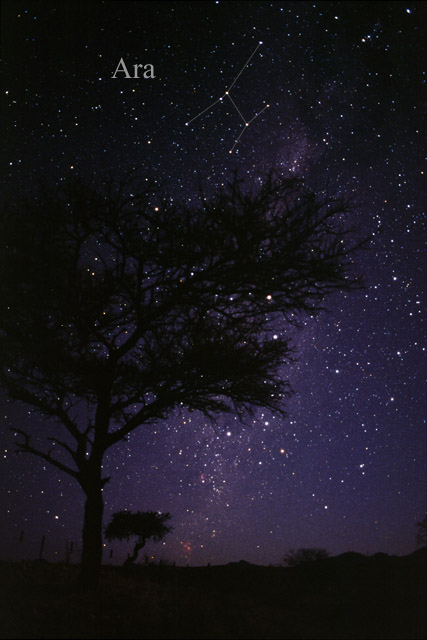
Das Sternbild Ara, wie es mit dem bloßen Auge gesehen werden kann

## Beschreibung
Der Altar ist ein kleines einprägsames Sternbild, das südlich des Skorpions am Himmel steht. Durch den Altar zieht sich das sternenreiche Band der Milchstraße, daher findet man hier mehrere offene Sternhaufen.

## Geschichte
Der Altar gehört zu den 48 Sternbildern der antiken griechischen Astronomie, die bereits von Ptolemäus beschrieben wurden.
Der Name Altar wurde von Eudoxos von Knidos, einem griechischen Naturphilosophen und Mathematiker aus dem 4. Jahrhundert vor Christus, festgelegt.

## Mythologie
Nach Eudoxos stellt das Sternbild, das er ursprünglich als Räucheraltar bezeichnete, den Altar dar, auf dem der Kentaur Cheiron einen Wolf geopfert habe. Cheiron und der Wolf wurden ebenfalls als Sternbilder an den Himmel versetzt, und zwar als Zentaur und Wolf.
Anderen Quellen zufolge ist es der von Hephaistos erbaute Altar, an dem die Götter ein Bündnis gegen die Titanen schworen.

## Himmelsobjekte

### Sterne
Das Sternbild enthält auf Grund seiner südlichen Lage keine Sterne mit Flamsteed-Bezeichner.
| B  | Namen     | Größe (mag) | Lj       | Spektralklasse |
| -- | --------- | ----------- | -------- | -------------- |
| β  | Beta Arae | 2,85        | 650 ± 80 | K3 Ib          |
| α  | Choo      | 2,95        | 267 ± 19 | B2 V           |
| ζ  |           | 3,34        | ca. 570  | K3 III         |
| γ  |           | 3,34        | ca. 1100 | B1 Ib + A7 V   |
| δ  |           | 3,62        | 187      | B8 Vn          |
| θ  |           | 3,65        | ca. 1000 | B2 Ib          |
| η  |           | 3,77        | 313      | K5 III         |
| ε1 |           | 4,06        | 304      | K4 III         |
| σ  |           | 4,56        | 386      | A0 V           |
| λ  |           | 4,76        | 71       | F3 IV          |
| μ  | Cervantes | 5,12        | 51       | G3 IV-V        |
| κ  |           | 5,19        | ca. 400  | G8 III         |
| ι  |           | 5,21        | ca. 700  | B2 III         |
| π  |           | 5,25        | 138      | A5 IV          |
| ε2 |           | 5,27        | 85,9     | F6 V           |
| ν1 |           | 5,68        | ca. 800  | B2V + B3 V     |
| ν2 |           | 6,09        | ca. 510  | B9 III         |

Beta Arae, der hellste Stern im Altar, ist 600 Lichtjahre entfernt. Er gehört der Spektralklasse K3 Ib an.
My Arae ist ein sonnenähnlicher Stern in rund 50 Lichtjahren Entfernung. Er besitzt eine etwas größere Masse und Leuchtkraft als unsere Sonne und wird von mehreren Exoplaneten umrundet.

### Doppelsterne
| System | Größen     | Abstand |
| ------ | ---------- | ------- |
| γ      | 3,5/10,5   | 17,9"   |
| η      | 3,77/14    | 25,7"   |
| κ      | 5,19/14/14 | 25/30"  |
| ε2     | 5,4/8,6/13 | 0,6/25" |
| ν1     | 5,67/9     | 12,3"   |

Gamma Arae ist ein Doppelsternsystem in 187 Lichtjahren Entfernung. Der 3,5 helle, bläulich-weiße Hauptstern besitzt einen lichtschwachen weißen Begleiter mit 10,5 mag. Das System kann mit einem mittleren Teleskop in Einzelsterne aufgelöst werden.
Ny¹ Area ist ein 820 Lichtjahre entfernter Dreifachstern. Die beiden unterschiedlich hellen Hauptkomponenten umkreisen einander in engem Abstand Alle 3,17 Tage zieht der dunklere Stern vor dem helleren vorüber, wobei die Helligkeit etwas absinkt. Derartige Doppelsterne nennt man Bedeckungsveränderliche. In einem Abstand von 12,3 Bogensekunden befindet sich ein weiterer Stern mit einer Helligkeit von 9 mag.

### Veränderliche Sterne
| Objekt | Größe         | Periode   | Typ                            |
| ------ | ------------- | --------- | ------------------------------ |
| α      | 2,79 bis 3,13 |           | veränderlicher Stern           |
| ι      | 5,18 bis 5,26 |           | Gamma-Cassiopeia-Stern         |
| ν¹     | 5,66 bis 6,18 | 3,17 Tage | Bedeckungsveränderlicher Stern |
| R      | 5,9 bis 6,9   | 4,4 Tage  | Bedeckungsveränderlicher Stern |

R Arae ist ein weiterer Bedeckungsveränderlicher vom Typ Algol, bei dem ein lichtschwacher Begleitstern alle 4,4 Tage vor dem Hauptstern vorbeizieht und ihn bedeckt. Die scheinbare Helligkeit nimmt dabei von 5,9 auf 6,9  ab.

### NGC-Objekte
NGC 6193 ist ein heller Sternhaufen, der etwa 30 Sterne enthält. Das System wurde im Jahre 1828 von James Dunlop entdeckt.
NGC 6397 ist mit einer Entfernung von 8.000 Lichtjahren einer der nächsten Kugelsternhaufen. Schon mit bloßem Auge ist er als nebliges Fleckchen zu sehen. In einem kleinen Teleskop von 6 cm Öffnung kann er bereits in Einzelsterne aufgelöst werden. In einem Teleskop ab 10 cm bietet er einen großartigen Anblick, wobei sich Gruppen und Ketten von Sternen zeigen. Der Kugelsternhaufen wurde 1752 von Nicolas Louis de Lacaille entdeckt.